# Klek (Berg in Kroatien)
Der Klek ist ein Gipfel am östlichen Rand des Velika-Kapela-Massivs, in der Nähe der Stadt Ogulin. Sein Aussehen weist je nach Richtung, aus der man auf ihn schaut, teilweise große Unterschiede auf. Vielen erscheint die 200 Meter über der Waldgrenze erhobene Spitze wie der Kopf eines Riesen, während die etwas niedrigere, über einen Bergkamm verbundene Klečica (1062 m. i. J.) die Füße darstellen. Nicht zuletzt deswegen gibt es in ganz Kroatien keinen Berg, mit dem mehr Mythen und Legenden verbunden wären – unter anderem soll es sich der Volkssage nach um einen Versammlungsort für Hexen gehandelt haben, vergleichbar mit dem Blocksberg im Harz. Bei guten Wetterbedingungen kann man von seiner Spitze aus die ca. 100 km entfernte Hauptstadt Zagreb sehen.
Die Südostwand des Kleks ist traditionell eine Schule für kroatische Bergkletterer, an der viele im damaligen Königreich Kroatien und Slawonien ihre erste organisierte Tour vorgenommen haben.
Seine Schönheit galt als Inspiration für den Grazer Mathematikprofessor Johannes von Frischauf, im Jahr 1874 die Gründung des Kroatischen Alpinistenvereins (HPD) anzuregen, welcher den Klek zum Gedenken an die Anfänge des organisierten Bergsteigens in Kroatien auch in sein Wappen aufnahm.
Etwa 180 Meter unterhalb des Gipfels befindet sich eine Berghütte, mit deren Bau 1954 begonnen, und die am 12. Oktober 1958 feierlich eröffnet wurde. Im Jahr 1988 wurde sie renoviert und bietet nun 40 Schlafgelegenheiten. Sie wird von Mitgliedern des Alpinistenvereins „Klek“ betrieben und ist an Wochenenden geöffnet. 1994 feierten dort über 1000 Bergsteiger das 120-jährige Jubiläum des organisierten Bergkletterns in Kroatien.
Der Klek schob sich während der alpinen Orogenese im Tertiär auf und besteht geologisch aus Kohlenstoffsedimenten, d. h. Jurakalkstein und Dolomit, während der Gipfel aus Kreidekalksteinen besteht.